# سينوريات
السينوريات (الاسم العلمي:Synurales) هي رتبة من الأسناخ الصبغية تتبع الطائفة السينورانية من شعبة الطحالب الداكنة.

## التصنيف
- الفصيلة السينورية
  - جنس السينورة